# 닐 플린
닐 플린(Neil Flynn, 1960년 11월 13일 ~ )은 미국의 배우이다.

## 출연 작품

### 영화
- 체인 리액션 - 주 경찰 니미츠 역
- 나 홀로 집에 3 - 경찰관 역
- 템테이션 스트레인저

### 드라마
- 스몰빌 시즌 4 (CWTV)